# Tim Shaw
Tim Shaw (n. 8 noiembrie 1957, Long Beach, California, SUA) este un înotător ce a reprezentat Statele Unite ale Americii, medaliat olimpic. A participat la 2 ediții ale Jocurilor Olimpice (1976, 1984) în care a câștigat 3 medalii de argint.